# Los Angeles Galaxy
A Los Angeles Galaxy egy amerikai labdarúgócsapat, amelynek székhelye a Kalifornia állambeli Los Angeles városában található. A klubot 1994. június 15-én alapították és az észak-amerikai első osztályban, a Major League Soccer-ben szerepel. Hazai mérkőzéseit a 27 000 néző befogadására alkalmas Dignity Health Sports Parkban játssza.
A klub hazai mérkőzéseit 1996-tól 2002-ig a Rose Bowl Stadionban játszotta, innen költöztek 2003-ban a speciálisan labdarúgó stadionnak épülő Home Depot Centerbe. 2005-től ez a stadion a mára már megszűnt Chivas USA labdarúgó csapatának otthona is volt.
A 2000-es években a csapat nevét David Beckham szerződtetése tette ismertté. Az angol középpályás 2007 nyarán csatlakozott a csapathoz.

## A csapat sikerei
- MLS
  - Bajnok (6): 2002, 2005, 2011, 2012, 2014, 2024

- US Open Cup
  - Győztes (2): 2001, 2005
  - Döntős (2): 2002, 2006

- CONCACAF-bajnokok ligája
  - Győztes (1): 2000
  - Döntős (1): 1997

## Játékoskeret
2024. augusztus 16. szerint.
| #  |          | Poszt | Név             |
| -- | -------- | ----- | --------------- |
| 2  | JPN      | V     | Jamane Miki     |
| 3  | ARG      | V     | Julián Aude     |
| 4  | JPN      | V     | Josida Maja     |
| 5  | URU      | KP    | Gastón Brugman  |
| 7  | URU      | KP    | Diego Fagúndez  |
| 8  | USA      | KP    | Mark Delgado    |
| 9  | SRB      | CS    | Dejan Joveljić  |
| 10 | ESP      | KP    | Riqui Puig      |
| 11 | BRA      | KP    | Gabriel Pec     |
| 14 | USA      | CS    | John Nelson     |
| 15 | Salvador | V     | Eriq Zavaleta   |
| 18 | GER      | KP    | Marcus Reus     |
| 19 | USA      | V     | Mauricio Cuevas |

| #  |     | Poszt | Név                                               |
| -- | --- | ----- | ------------------------------------------------- |
| 21 | USA | KP    | Tucker Lepley                                     |
| 22 | URU | V     | Martín Cáceres                                    |
| 24 | USA | V     | Jalen Neal                                        |
| 25 | COL | V     | Carlos Emiro Garcés                               |
| 27 | ESP | CS    | Miguel Berry                                      |
| 28 | GHA | CS    | Joseph Paintsil                                   |
| 29 | CMR | CS    | Aaron Bibout                                      |
| 30 | CRC | KP    | Gino Vivi                                         |
| 31 | USA | K     | Brady Scott                                       |
| 35 | SRB | K     | Novak Mićović (kölcsönben a Čukarički csapatától) |
| 52 | USA | KP    | Isaiah Parente                                    |
| 77 | USA | K     | John McCarthy                                     |
| 84 | USA | KP    | Ruben Ramos Jr                                    |

### Kölcsönben lévő játékosok
| # |     | Poszt | Név                                                   |
| - | --- | ----- | ----------------------------------------------------- |
| – | MEX | KP    | Jonathan Pérez (kölcsönben a Nashville SC csapatánál) |

## Korábbi ismert játékosok
| - Chris Albright (2002–2008) - Chris Armas (1996–1997) - David Beckham (2007–2012) - Edson Buddle (2007–2010) - Danny Califf (2000–2004) - Paul Caligiuri (1997–2001) - Jorge Campos (1996–1997) - Joe Cannon (2007) - Brian Ching (2001) - Mauricio Cienfuegos (1996–2003) - Landon Donovan (2005–2014) - Simon Elliott (1999–2004) - Alecko Eskandarian (2009) - Robin Fraser (1996–2000) | - Cornell Glen (2006) - Gavin Glinton (2002–2003, 2006–2007) - Herculez Gomez (2003–2006) - Kevin Hartman (1997–2006) - Carlos Hermosillo (1998–1999) - Ezra Hendrickson (1997–2003) - Luis Hernández (2000–2001) - Andreas Herzog (2004) - Wellington Sanchez (1999–2000) - Eduardo Hurtado (1996–1998) - Ante Jazić (2006–2009) - Cobi Jones (1996–2007) - Chris Klein (2007–2010) - Alexi Lalas (2001–2003) | - Eddie Lewis (2008–2010) - Martín Machón (1997–1998) - Tyrone Marshall (2002–2007) - Clint Mathis (1998–2000, 2007, 2010) - Hong Mjongbo (2003–2004) - Alejandro Moreno (2002–2004) - Curt Onalfo (1996) - Carlos Pavón (2007) - Guillermo Ramírez (2005) - Carlos Ruiz (2002–2005, 2008) - Wélton (1997–1999) - Peter Vagenas (2000–2008) - Greg Vanney (1996–2001, 2008) - Abel Xavier (2007–2008) |

## A szezon legértékesebb játékosa
| Év   | Név                       | Nemzetiség                            |
| ---- | ------------------------- | ------------------------------------- |
| 2023 | Riqui Puig                | Spanyolország                         |
| 2022 | Javier Hernández Balcázar | Mexikó                                |
| 2021 | Javier Hernández Balcázar | Mexikó                                |
| 2020 | Cristian Pavón            | Argentína                             |
| 2019 | Zlatan Ibrahimović        | Svédország                            |
| 2018 | Zlatan Ibrahimović        | Svédország                            |
| 2017 | Romain Alessandrini       | Franciaország                         |
| 2016 | Giovani dos Santos        | Mexikó                                |
| 2015 | Robbie Keane              | Írország                              |
| 2014 | Robbie Keane              | Írország                              |
| 2013 | Robbie Keane              | Írország                              |
| 2012 | Robbie Keane              | Írország                              |
| 2011 | Landon Donovan            | Egyesült Államok                      |
| 2010 | Edson Buddle              | Egyesült Államok                      |
| 2009 | Landon Donovan            | Egyesült Államok                      |
| 2008 | Landon Donovan            | Egyesült Államok                      |
| 2007 | Chris Klein               | Egyesült Államok                      |
| 2006 | Landon Donovan            | Egyesült Államok                      |
| 2005 | Herculez Gomez            | Egyesült Államok                      |
| 2004 | Kevin Hartman             | Egyesült Államok                      |
| 2003 | Kevin Hartman             | Egyesült Államok                      |
| 2002 | Carlos Ruiz               | Guatemala                             |
| 2001 | Ezra Hendrickson          | Saint Vincent és a Grenadine-szigetek |
| 2000 | Simon Elliott             | Új-Zéland                             |
| 1999 | Kevin Hartman             | Egyesült Államok                      |
| 1998 | Cobi Jones                | Egyesült Államok                      |
| 1997 | Mauricio Cienfuegos       | Salvador                              |
| 1996 | Eduardo Hurtado           | Ecuador                               |

## Gólkirály
| Év   | Név                       | Nemzetiség       | Gólok |
| ---- | ------------------------- | ---------------- | ----- |
| 2024 | Dejan Joveljić            | Szerbia          | 19    |
| 2023 | Tyler Boyd                | Egyesült Államok | 7     |
| 2023 | Riqui Puig                | Spanyolország    | 7     |
| 2022 | Javier Hernández Balcázar | Mexikó           | 18    |
| 2021 | Javier Hernández Balcázar | Mexikó           | 17    |
| 2020 | Cristian Pavón            | Argentína        | 10    |
| 2019 | Zlatan Ibrahimović        | Svédország       | 30    |
| 2018 | Zlatan Ibrahimović        | Svédország       | 22    |
| 2017 | Romain Alessandrini       | Franciaország    | 13    |
| 2016 | Giovani dos Santos        | Mexikó           | 14    |
| 2015 | Robbie Keane              | Írország         | 20    |
| 2014 | Robbie Keane              | Írország         | 19    |
| 2013 | Robbie Keane              | Írország         | 16    |
| 2012 | Robbie Keane              | Írország         | 16    |
| 2011 | Landon Donovan            | Franciaország    | 12    |
| 2010 | Edson Buddle              | Egyesült Államok | 17    |
| 2009 | Landon Donovan            | Egyesült Államok | 12    |
| 2008 | Landon Donovan            | Egyesült Államok | 20    |
| 2007 | Landon Donovan            | Egyesült Államok | 8     |
| 2006 | Landon Donovan            | Egyesült Államok | 12    |
| 2005 | Landon Donovan            | Egyesült Államok | 12    |
| 2004 | Carlos Ruiz               | Guatemala        | 11    |
| 2003 | Carlos Ruiz               | Guatemala        | 15    |
| 2002 | Carlos Ruiz               | Guatemala        | 24    |
| 2001 | Luis Hernandez            | Mexikó           | 8     |
| 2000 | Cobi Jones                | Egyesült Államok | 7     |
| 1999 | Cobi Jones                | Egyesült Államok | 8     |
| 1998 | Cobi Jones                | Egyesült Államok | 19    |
| 1997 | Welton                    | Brazília         | 11    |
| 1996 | Eduardo Hurtado           | Ecuador          | 21    |

## Az év védője
| Év   | Név              | Nemzetiség       |
| ---- | ---------------- | ---------------- |
| 2023 | Lucas Calegari   | Brazília         |
| 2022 | Jalen Neal       | Egyesült Államok |
| 2021 | Julián Araujo    | Mexikó           |
| 2020 | Julián Araujo    | Mexikó           |
| 2019 | Diego Polenta    | Uruguay          |
| 2018 | Ashley Cole      | Anglia           |
| 2017 | Ashley Cole      | Anglia           |
| 2016 | Jelle Van Damme  | Belgium          |
| 2015 | Leonardo         | Brazília         |
| 2014 | A.J. DeLaGarza   | Guam             |
| 2013 | Omar Gonzalez    | Egyesült Államok |
| 2012 | A.J. DeLaGarza   | Guam             |
| 2011 | Omar Gonzalez    | Egyesült Államok |
| 2010 | Omar Gonzalez    | Egyesült Államok |
| 2009 | Donovan Ricketts | Jamaica          |
| 2008 | Sean Franklin    | Egyesült Államok |
| 2007 | Ty Harden        | Egyesült Államok |
| 2006 | Chris Albright   | Egyesült Államok |
| 2005 | Tyrone Marshall  | Jamaica          |
| 2004 | Tyrone Marshall  | Jamaica          |
| 2003 | Danny Califf     | Egyesült Államok |
| 2002 | Alexi Lalas      | Egyesült Államok |
| 2001 | Greg Vanney      | Egyesült Államok |
| 2000 | Danny Califf     | Egyesült Államok |
| 1999 | Robin Fraser     | Egyesült Államok |
| 1998 | Robin Fraser     | Egyesült Államok |
| 1997 | Robin Fraser     | Egyesült Államok |
| 1996 | Jorge Campos     | Mexikó           |